# Primelles
Primelles é uma comuna francesa na região administrativa do Centro, no departamento Cher. Estende-se por uma área de 27,44 km². Em 2010 a comuna tinha 253 habitantes (densidade: 9,2 hab./km²).